# Viel Bjerkesetová Andersenová
Viel Bjerkesetová Andersenová (nepřechýleně Viel Bjerkeset Andersen; * 20. června 1963) je norská umělkyně známá svými venkovními instalacemi a fotografiemi, které se týkají zejména veřejných budov a staveb.

## Životopis
Bjerkesetová Andersenová vyrostla v Bærum, přičemž jejím počátečním médiem byla fotografie. Navštěvovala Norskou národní akademii řemesel a uměleckého průmyslu, École nationale supérieure des beaux-arts a Norskou národní akademii výtvarných umění.
Za svou práci získala několik ocenění a grantů, včetně ceny Beautiful Roads (Krásné cesty), vládních grantů Norska, Finska a Francie. Její práce zahrnuje venkovní expozice a design ve školách, dálnic, tunelů a v nemocnicích po celém Norsku.